# Leander Club
Der Leander Club ist ein im Jahr 1818 gegründeter britischer Sportverein aus Henley-on-Thames. Er ist heute der viertälteste und größte Ruderverein der Welt und nach eigenen Angaben mit 123 olympischen Medaillen (nach den Spielen von Rio 2016) einer der erfolgreichsten Sportvereine weltweit.

## Geschichte
Der moderne Rudersport entwickelte sich insbesondere zu Beginn des 19. Jahrhunderts in London am „Tideway“ (von Gezeiten betroffener Teil der Themse). Vier Amateurvereine „The Arrow“, „The Star“, „The Shark“ und „The Siren“ dominierten damals das Geschehen, und aus den beiden erstgenannten heraus wurde der Leander Club im Jahr 1818 am Tideway gegründet. Innerhalb weniger Jahre nach der Gründung wurde der Leander Club zu einem erfolgreichen Ruderverein der Londoner Ruderszene, gleichzeitig entwickelte er sich zu einem beliebten sozialen Treffpunkt.
Zunächst war die Zahl der Mitglieder auf 16, später 25 bzw. 35 beschränkt. Erst knapp 40 Jahre nach der Gründung entfernte der Verein die Beschränkung der Mitgliederzahl. Für Frauen ist die Mitgliedschaft erst seit 1998 möglich. Der fortgesetzte Erhalt von finanzieller Förderung durch das Sports Council der britischen Regierung erforderte damals diese Öffnung.
Das erste Bootshaus des Vereins befand sich vermutlich am Südufer der Themse in London Borough of Lambeth an der Stelle des heutigen St Thomas’ Hospital (gegenüber dem Palace of Westminster). Im Jahr 1860 zog der Verein in die Nähe der Putney Bridge, wo bereits zahlreiche andere Rudervereine ihre Bootshäuser hatten. Einige Jahre unterhielt man dort ein Zelt, ehe der damals erst vier Jahre alte London Rowing Club das Grundstück 1864 kaufte und dort sein auch heute noch befindliches Haus baute. Der Leander Club blieb aber in unmittelbarer Nachbarschaft erhalten und baute 1866 ein festes Haus. Am heutigen Standort in Henley-on-Thames, wo auch die hoch angesehene und jährlich ausgetragene Henley Royal Regatta stattfindet, ist der Leander Club seit dem Jahr 1897 zu finden. Der Stützpunkt in London blieb bis 1961 erhalten, hatte aber schnell eine geringere Bedeutung als der neue Vereinssitz in Henley.
Der Leander Club ist heute einer der größten und einflussreichsten Vereine des britischen Nationalverbandes British Rowing. Bis 2012 hatte er neben den Vereinen Thames Rowing Club, London Rowing Club, Oxford University Rowing Club und Cambridge University Rowing Club das Recht, direkt Mitglieder in das oberste Gremium des britischen Ruderverbandes zu entsenden. Alle anderen britischen Vereine mussten über Regionalverbände Delegierte entsenden.

## Sportliche Erfolge
Der Leander Club hat seit jeher eine sehr aktive und erfolgreiche Gruppe von Rennruderern in seinen Reihen, die bisher 111 olympische Medaillen gewonnen haben (Stand: 2012). Regelmäßig stellt der Verein einen großen Anteil der britischen Nationalmannschaft bei Ruder-Weltmeisterschaften. Bereits in den 1830er-Jahren maßen sich die Leander-Ruderer mit Konkurrenten der Universitäten Oxford und Cambridge, später auch zu den anderen Londoner Großvereinen. In den frühen Jahren der modernen Olympischen Sommerspiele stellte Leander zahlreiche britische Boote und konnte dabei einige Medaillenerfolge erzielen. 1908 etwa gewann man am eigenen Standort die olympische Goldmedaille im Achter. 